# Parietaria lusitanica
Pariétaire du Portugal
Espèce
La Pariétaire du Portugal (Parietaria lusitanica) est une espèce de plantes annuelles de la famille des Urticacées.